# Davos
Davos (11.248 inwoners op 31 december 2009; Reto-Romaans: Tavau; Italiaans (verouderd): Tavate) is een gemeente in Oost-Zwitserland, in het kanton Graubünden. De naam wordt uitgesproken als Davoos, dus met een lange 'o' en een duidelijk uitgesproken (dus niet een stomme) 's'.
Davos ligt op een hoogte van 1560 meter boven zeeniveau. Met een oppervlakte van 283,99 km² is het de tweede gemeente van Zwitserland.
Davos bestaat uit de delen Davos-Platz, Davos-Dorf, Frauenkirch, Wolfgang, Glaris, Laret, Monstein en Wiesen.
Het hoogste punt is de Flüela Schwarzhorn: 3146 meter boven zeeniveau.
Davos is vooral bekend als wintersport-oord en skigebied, maar ook van de jaarlijkse bijeenkomst van het World Economic Forum dat hier sinds 1988 plaatsvindt. 

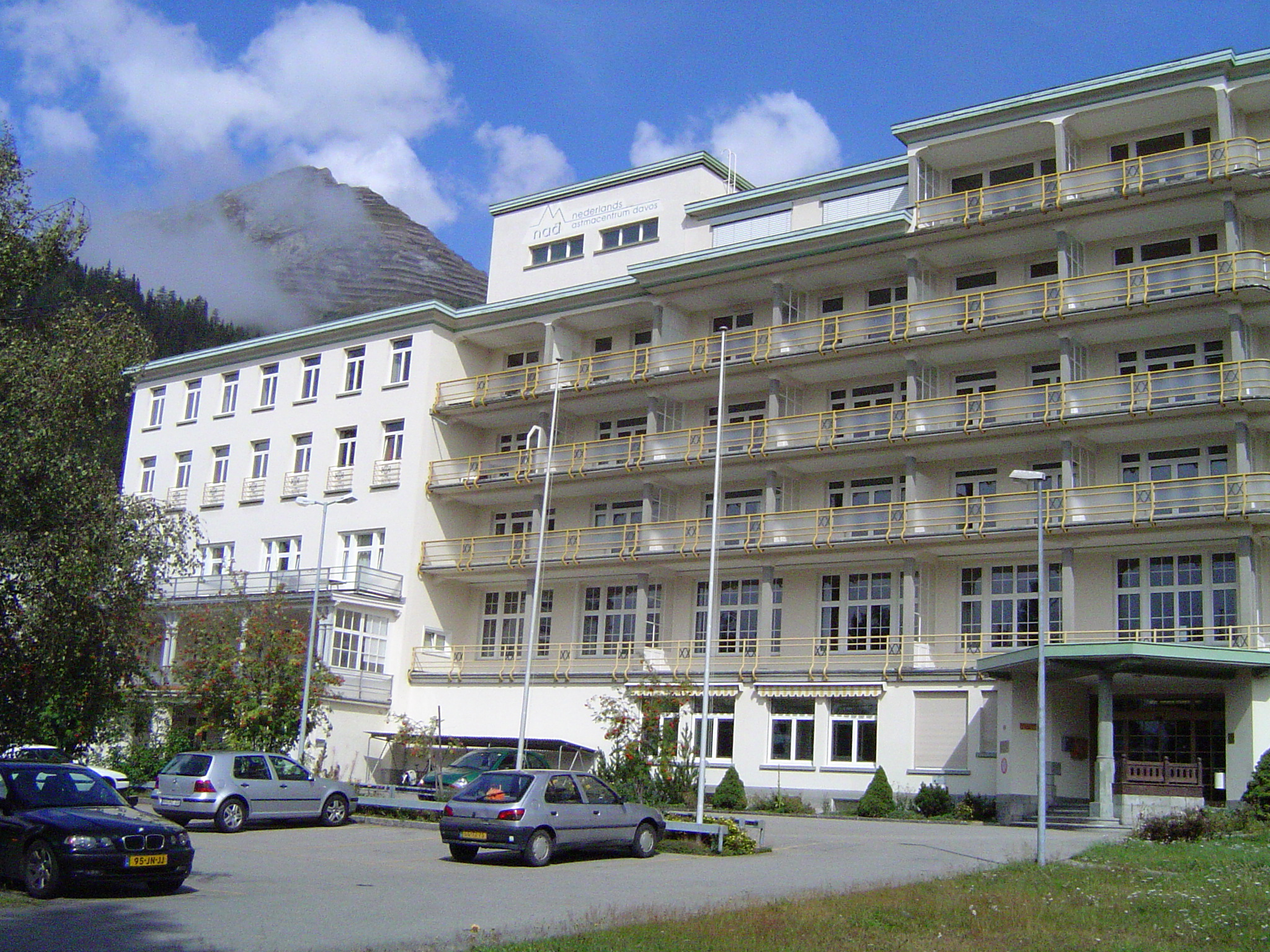
Voormalig Nederlandsch Sanatorium Davos, voorgevel met hoofdingang

Davos is ook bekend van de roman Der Zauberberg van Thomas Mann.

## Deelgemeenten en woonkernen
De gemeente Davos is ingedeeld in de volgende Fraktionsgemeinden (deelgemeenten), vernoemd naar de belangrijkste woonkern aldaar: Davos Dorf, Davos Platz, Davos Frauenkirch, Davos Glaris, Davos Monstein, en Davos Wiesen. 
Kleinere kernen zijn het dorp Davos Clavadel, de gehuchten Laret, Wolfgang, Obem See, Meierhof, Stilli, Bünda, en Spina (in het hoofddal van de Landwasser), en verder Tschuggen, Dörfji, In den Büelen, Hof, Teufi, Gadmen, Am Rin, Dürrboden, Sertig Dörfli, Oberalp, Inneralp (in de zijdalen).

## Bezienswaardigheden

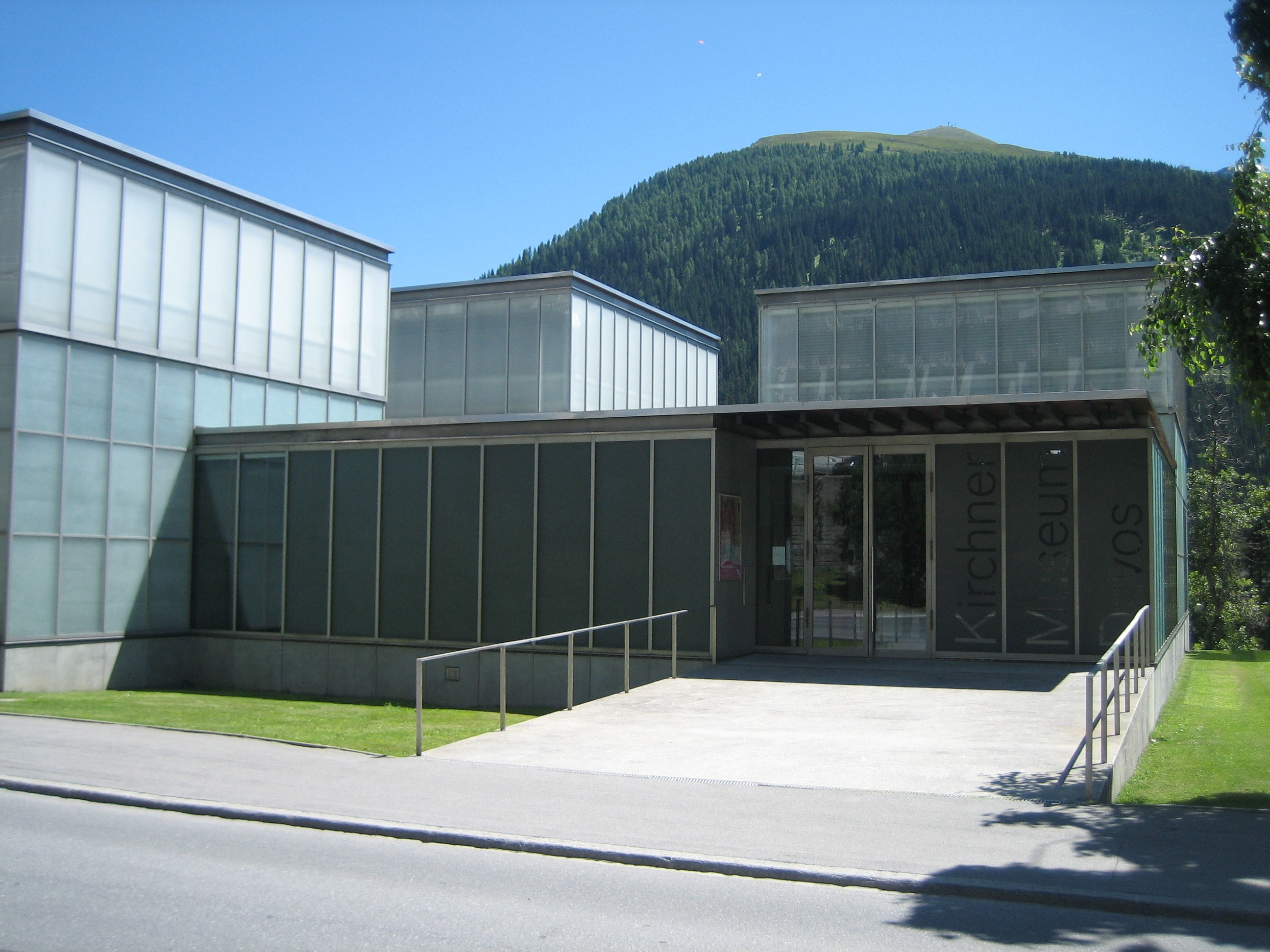
Kirchner Museum Davos

Het in 1992 geopende Kirchner Museum Davos aan de Ernst Ludwig Kirchner Platz heeft een omvangrijke verzameling werken van de Duitse expressionist Ernst Ludwig Kirchner.
De Parsennbahn op de Weissfluhjoch was de tweede sportbaan in Zwitserland.
Ook tot de gemeente Davos behoort het dorp Wiesen met het Wiesener Viadukt van de Rhätische Bahn.

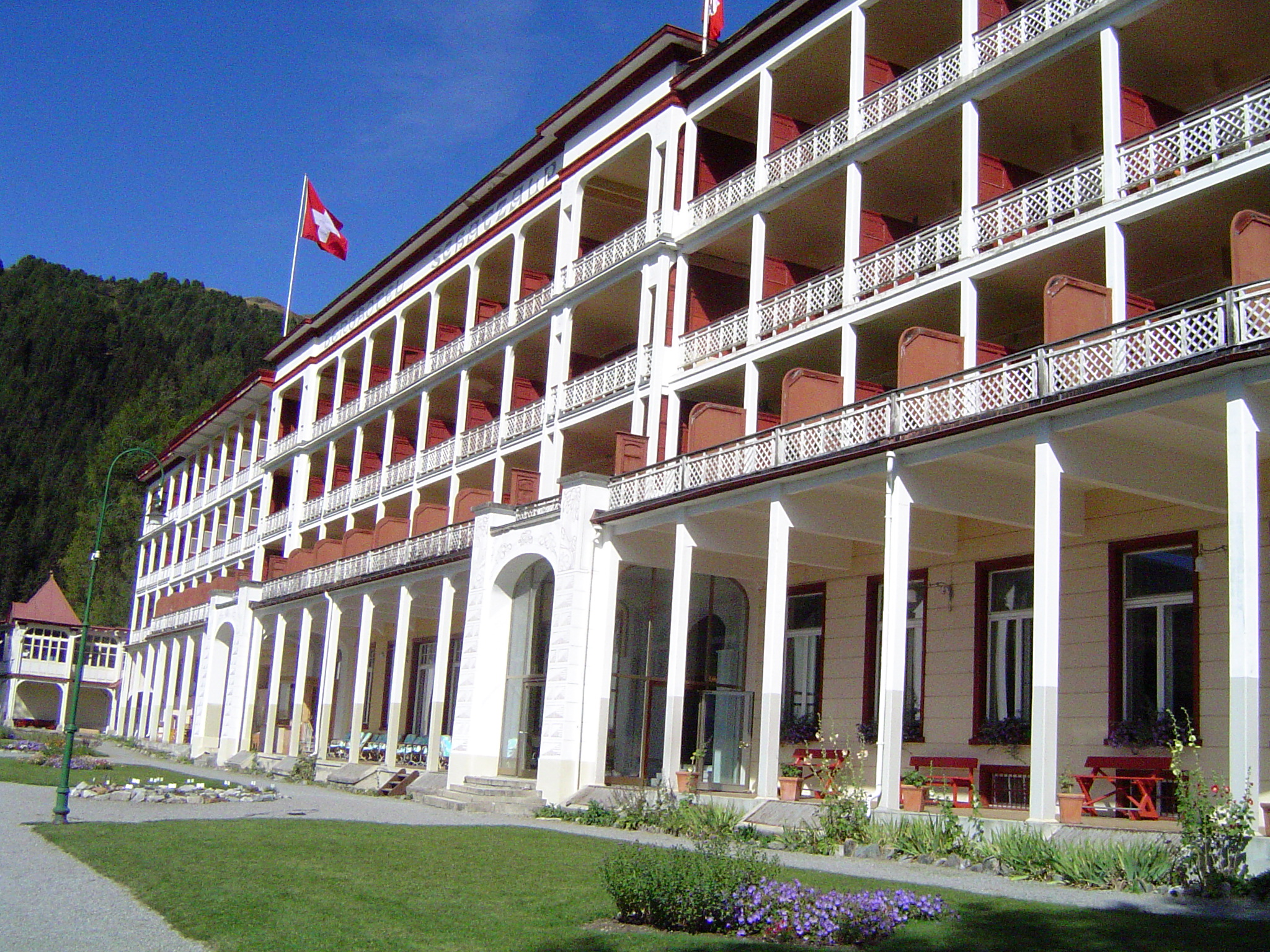
Voormalig sanatorium Schatzalp, nu Berghotel Schatzalp

## Nederlands kuuroord
Ook is Davos bekend als kuuroord voor Nederlandse tuberculosepatiënten. Deze waren ondergebracht in het Nederlandsch Sanatorium, dat rond 1900 is gesticht. Steeds meer werden er ook astmapatiënten behandeld. In 1971 werd de naam veranderd in Nederlands Astmacentrum Davos (NAD), dat per 1 januari 2005 het oude sanatoriumgebouw aan de Symondsstrasse in Davos-Platz heeft verlaten om ruimte te huren en diensten in te kopen bij de naburige Wolfgangkliniek. Het Nederlands Astmacentrum Davos beschikte in deze kliniek over zelfstandige afdelingen en de patiënten werden behandeld door Nederlands zorgpersoneel. De algemene faciliteiten werden gedeeld met de Duitse patiënten die er verbleven. Sinds december 2014 is het NAD gevestigd in nieuwbouw aan de Zwitserse revalidatiekliniek 'Zürcher Höhenklinik Davos Clavadel'. De nieuwe locatie van het NAD ligt op 1700 meter hoogte waar door het ontbreken van allergenen bijzondere gezondheidseffecten bereikt kunnen worden (met name door het ontbreken van de huisstofmijt, die boven de 1500 m hoogte niet voorkomt). Er wordt gebruikgemaakt van het therapiebad, sporthal, fitnessruimte en meerdere behandelkamers voor fysiotherapie in de naastgelegen kliniek.
De Nederlandse ondernemer Willem-Jan Holsboer begon in Davos enkele hotels. Hij bleef in Davos en raakte bevriend met Alexander Spengler, oprichter van het eerste Davoser kuuroord. Holsboer besloot zich in te zetten voor de uitbouw van de kuuroorden in Davos en geldt min of meer als de grondlegger van de kuuroorden in de hoog in de bergen gelegen plaats. Een groot probleem bij de ontwikkeling van het dorp was het feit dat het moeilijk te bereiken was. Holsboer bedacht dat een spoorlijn het toerisme zou kunnen stimuleren en richtte de spoorwegmaatschappij Rhätische Bahn op en bouwde de ‘Schmalspurbahn Landquart – Klosters - Davos’. In 1890 was het mogelijk om Davos per trein te bereiken. Hij overleed in Davos op 8 juni 1898.

## Sport
In Davos zijn behalve het normale skiën ook bekende wedstrijden. Vooral langlaufen komt hier veel voor.
Davos heeft een bekende openlucht schaatsbaan, die tot de komst van de overdekte schaatsbanen een van de beste banen ter wereld was voor hardrijden. 
Bij de ijsbaan ligt ook een overdekte ijshockeyhal, de Vaillant Arena, waar de HC Davos jaarlijks het internationale toernooi om de Spengler Cup organiseert. Davos was in 1935 gastheer van het WK ijshockey.
Davos was op zondag 19 juni 2016 de finishplaats van de 80ste editie van de Ronde van Zwitserland. De negende en laatste etappe van deze jaarlijkse wielerkoers, een bergrit over 57 kilometer van La Punt-Chamues-ch naar Davos, werd gewonnen door de Colombiaan Jarlinson Pantano. De eindoverwinning ging naar zijn landgenoot Miguel Ángel López.

## Geboren
- Carl Rüedi (1848-1901), Zwitsers longarts
- Sophie Taeuber-Arp (1889-1943), kunstenares, vrouw van Hans Arp
- Elsa Buol (1892-1920), kleuteronderwijzeres en feministe
- Ernst Haefliger (1919-2007), tenor
- Reto Stiffler (1939-2025), ondernemer
- Paul Accola (1967)  Alpineskieër
- Martin Hänggi (1968), schaatser
- Jann Schmid (1981), golfer
- Jasmine Flury (1993), alpineskiester

## Overleden
- Willem-Jan Holsboer (1834-1898), Nederlands ondernemer
- Auguste Baud-Bovy (1848-1899), kunstschilder
- Theo van Doesburg (1883-1931), Nederlands schilder
- Irwin Shaw (1913-1984), Amerikaans schrijver en toneelschrijver
- Ernst Ludwig Kirchner (1880-1938), Duits expressionistisch schilder

## Informatie wintersportgebied Davos
| plaatsen                       | Davos Klosters            |
| hoogte                         | 810m tot 2844m            |
| aantal pisten blauw rood zwart | 300 km 90 km 150 km 60 km |
| aantal liften                  | 52                        |
| Kabelbanen                     | 11                        |
| Kabinebanen                    | 3                         |
| Stoeltjesliften                | 9                         |
| Sleepliften                    | 27                        |
| Treintjes                      | 2                         |

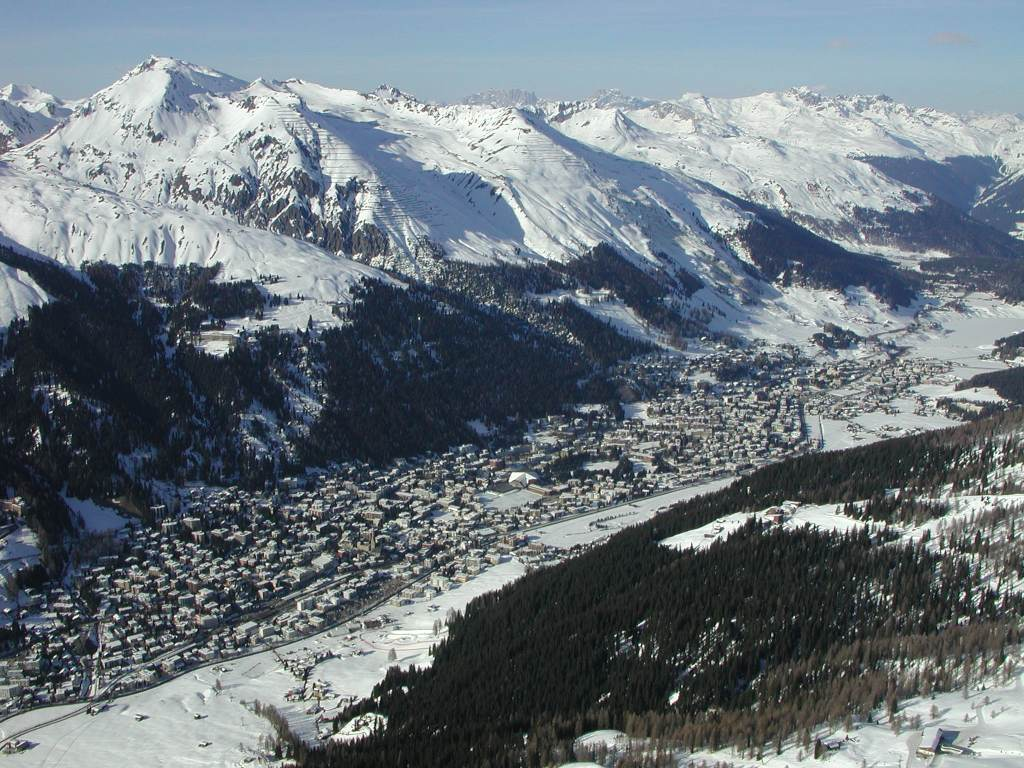
Davos vanuit een paraglider

Het skigebied Davos-Klosters is redelijk sneeuwzeker door de relatief hoge ligging. Met name op de hogere pisten kan iedere winter wel geskied worden. Davos-Wolfgang in de richting van Klosters is een geliefde vakantiebestemming voor het Britse koningshuis. Davos-Klosters heeft de volgende skigebieden:
- Parsenn: Het grootste skigebied, met tevens het grootste hoogtebereik (Weissfluhgipfel, 2844 m). Vanaf de Parsenn kan men tevens naar Davos Wolfgang, Klosters en Küblis skiën. Skiërs gaan met een treintje, de Parsennbahn, vanuit Davos Dorf naar boven. De dalafdalingen naar Davos zijn zwarte pistes, dus niet voor iedere skiër begaanbaar. Men kan als alternatief de Parsennbahn terug nemen of naar Klosters skiën en met de trein terug naar Davos gaan.
- Gotschna: Dit kleinere skigebied hoort bij Klosters en staat in verbinding met de Parsenn. Het is toegankelijk via de Gotschnabahn vanuit Klosters of door vanaf de Parsenn naar beneden te skiën.
- Jakobshorn: Dit skigebied bij Davos Platz in aantal liften en pistelengte nummer 2 na de Parsenn, en populair bij voornamelijk jongeren.
- Rinerhorn: Dit is een kleiner skigebied aan de weg van Davos Platz naar Tiefencastel. Het dalstation ligt buiten Davos, maar kan met de bus of auto bereikt worden.
- Pischa: Dit is een kleiner skigebied in de buurt van de Flüelapas. Het dalstation ligt buiten Davos, maar kan met de bus of auto bereikt worden.
- Madrisa: Dit skigebied is vanuit Klosters toegankelijk en is gelegen aan de oostkant van het dal tegenover de Gotschna.
- Schatzalp/Strela: Dit skigebied ligt 300 meter boven Davos. Het is bereikbaar met de Schatzalpbahn, een treintje dat in Davos Platz begint en bij het gebied eindigt. Vanuit Schatzalp kan men met een gondel verder het gebied in, dat tevens in verbinding staat met de Parsenn.
- Naast de reguliere skigebieden zijn er nog twee kleinere sleepliften met afdalingen voor beginnende skiërs, de Bunda en de Bolgen.

## Trivia
- De Frans-Zwitserse film Der Rächer von Davos speelt zich af in Davos.
- Sir Arthur Conan Doyle, de schrijver van Sherlock Holmes, bracht het skiën naar het kuuroord Davos.[1] Een monument in het Kuurpark herinnert aan deze eerste skitocht.
- De Toverberg van Thomas Mann is een roman die gaat over Hans Castorp, een jonge Noord-Duitser, die op bezoek gaat bij zijn neef in een sanatorium in het Zwitserse Davos.

## Externe links

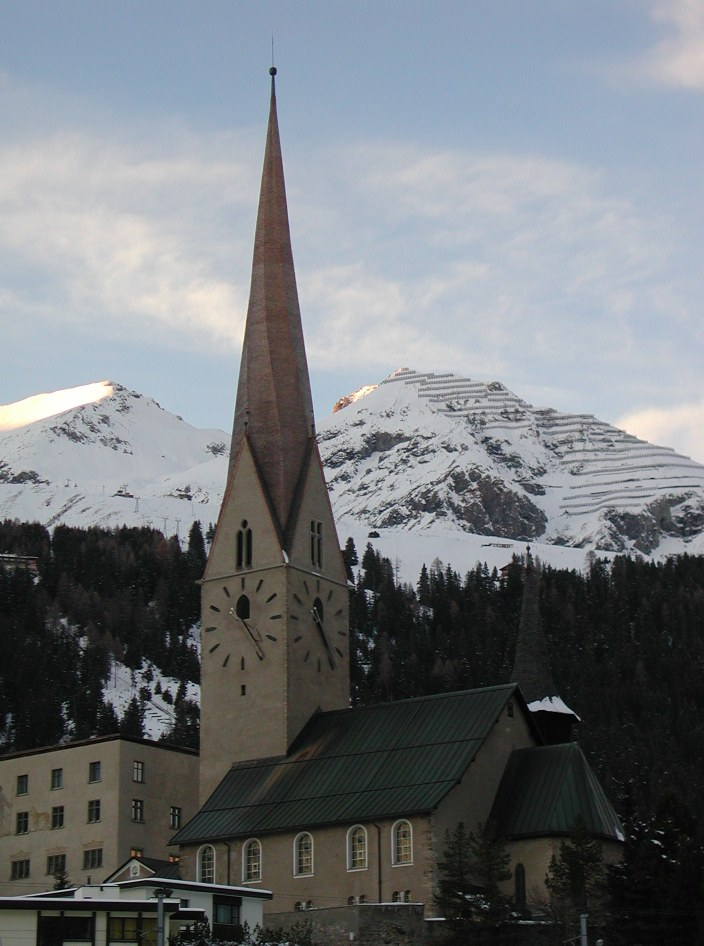
De Sint-Johann met gedraaide toren